# NGC 382
NGC 382 est une galaxie elliptique située dans la constellation des Poissons. Sa vitesse par rapport au fond diffus cosmologique est de 4 932 ± 29 km/s, ce qui correspond à une distance de Hubble de 72,8 ± 5,1 Mpc (∼237 millions d'al). NGC 382 a été découverte par l'ingénieur irlandais Bindon Stoney en 1850.
À ce jour, 26 mesures non basées sur le décalage vers le rouge (redshift) donnent une distance de 70,808 ± 16,389 Mpc (∼231 millions d'al), ce qui est à l'intérieur des valeurs de la distance de Hubble.

## Supernova
La supernova SN 2000dk a été découverte dans NGC 382 le 18 septembre 2000 par S. Beckmann et W. D. Li de l'université de Californie à Berkeley dans le cadre du programme LOSS (Lick Observatory Supernova Search) de l'observatoire Lick. Cette supernova était de type Ia.

## Arp 331 et le groupe de NGC 452
NGC 382 avec les galaxies NGC 375, NGC 379, NGC 380, NGC 383, NGC 384, NGC 385, NGC 386, NGC 387 et NGC 388 ont été inscrites dans l'atlas Arp sous la cote Arp 331. L'Atlas Arp cite Arp 331 comme un exemple d'une chaine de galaxies. Puisque NGC 375 est à environ 80,2 Mpc (∼262 millions d'al) et NGC 384 à environ 58,0 Mpc (∼189 millions d'al) de nous, certaines des galaxies d'Arp 331 sont très éloignées entre elles. Les galaxies de cette chaine n'appartiennent donc pas toutes à un groupe de galaxies. Cependant NGC 382 et plusieurs galaxies de cette chaîne appartiennent au groupe de NGC 452, la plus grosse galaxie d'un groupe de plus d'une vingtaine de membres.

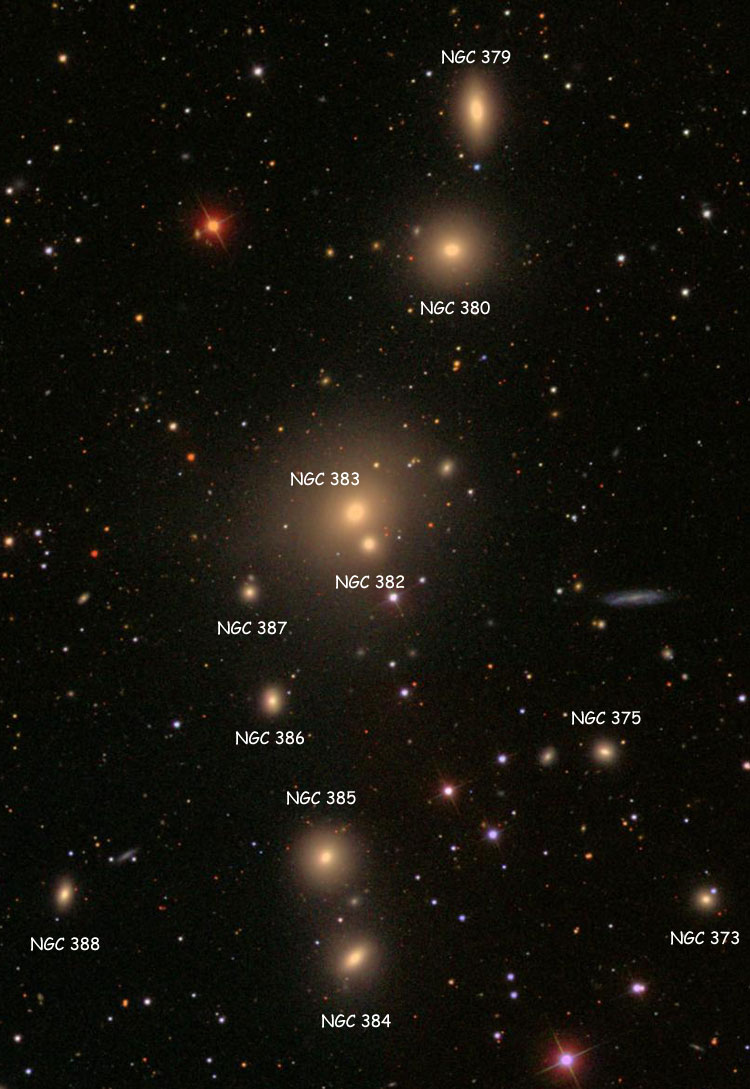
La chaine de galaxies Arp 331. (SDSS)